# Corrent d'Angola
El corrent d'Angola és un corrent superficial oceànic temporal. És una extensió del Corrent de Guinea, que flueix prop de la costa occidental d'Àfrica.
La direcció del corrent oceànic és de nord (Latitud 5ºN) vers el sud-est de l'Atlàntic (20º S). El corrent es desenvolupa just a sota de la superfície al llarg de la costa d'Angola i forma la part oriental d'un remolí marítim limitat a la badia de Guinea, on la capa superior a 100 m està fortament influïda per l'aigua del Contra Corrent Equatorial i limitada al sud pel corrent de Benguela. Les capes més profundes s'alimenten en major mesura amb aigua del nord de l'equador. És fortament influït pel Contra Corrent Equatorial i a la cara sud, pel Corrent de Benguela.

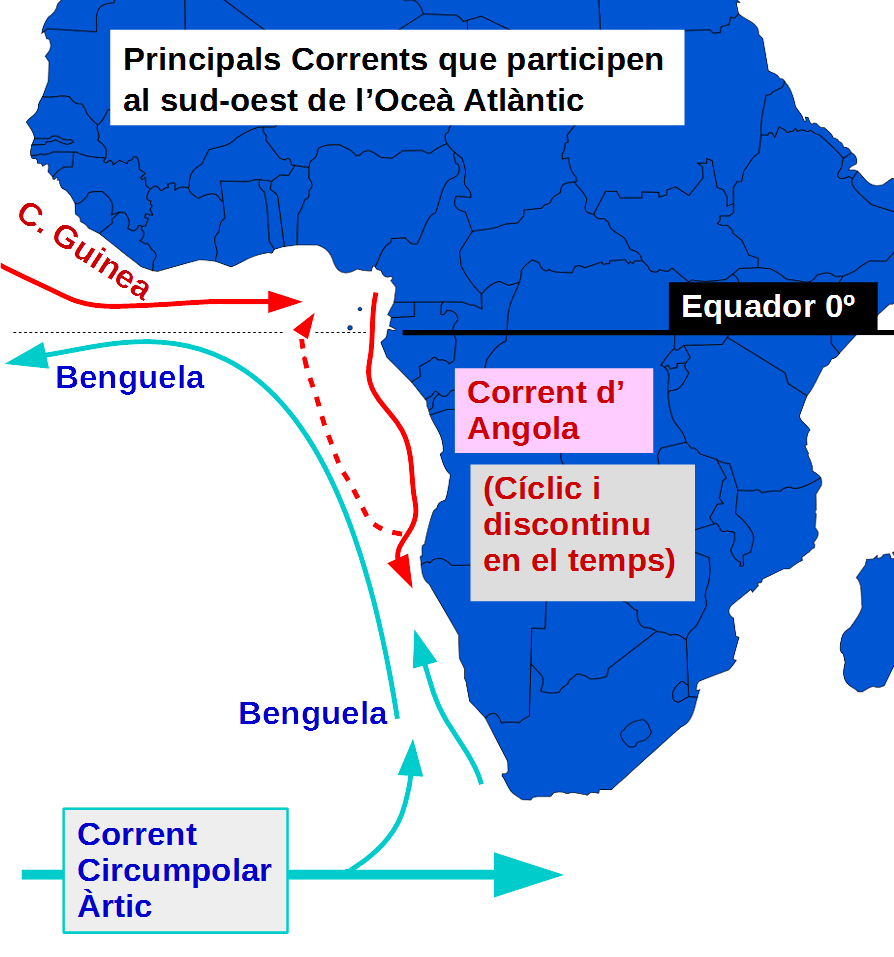
Detall del recorregut i dimensió del Corrent d'Angola.

Se sap que ha creat efectes similars en la surgència marítima al de El Ninyo tot i que el seu efecte és més feble.
A aproximadament 15 ° S, el Corrent d'Angola que flueix cap al sud convergeix amb el Corrent Benguela que flueix cap al nord per formar el Front Angola-Benguela.

## El Corrent d'Angola com a part oriental delGir OceànicAtlàntic Sud
El Corrent d'Angola en tenir un caràcter discontinu en el temps i amb un retorn cap al nord, que queden molt a prop de la costa africana no tenen participació directa en el Gir Oceànic. Aquest paper pertany més als corrents de Guinea, de Benguela i el Circumpolar Àrtic, tal com es pot veure a la figura d'aquest paràgraf.